# Epitaph (album)
Pour les articles homonymes, voir Epitaph.
Cet article concerne l'album de King Crimson. Pour la chanson du même chanteur, voir Epitaph.
Albums de King Crimson
THRaKaTTaK
(1996) The Night Watch
(1998)
Epitaph est un coffret de quatre CD réunissant des enregistrements en concert et des prestations radiophoniques de King Crimson à ses débuts. Il est sorti en 1997.

## Titres
Toutes les chansons sont de Robert Fripp, Michael Giles, Greg Lake, Ian McDonald et Peter Sinfield, sauf mention contraire.

### Disque 1
1. 21st Century Schizoid Man – 7:06
2. The Court of the Crimson King (McDonald, Sinfield) – 6:27 Les pistes 1 et 2 ont été enregistrées pour la BBC aux studios Maida Vale le 6 mai 1969.
3. Get Thy Bearings (Donovan Leitch) – 5:59
4. Epitaph – 7:08 Les pistes 3 et 4 ont été enregistrées pour la BBC aux studios Maida Vale le 19 août 1969.
5. A Man, A City – 11:41
6. Epitaph – 7:42
7. 21st Century Schizoid Man – 7:16 Les pistes 5 à 7 ont été enregistrées au Fillmore East de New York le 21 novembre 1969.
8. Mantra – 3:47
9. Travel Weary Capricorn – 3:15
10. Travel Bleary Capricorn – 2:23
11. Mars: The Bringer of War (Gustav Holst) – 8:53 Les pistes 8 à 11 ont été enregistrées au Fillmore West de San Francisco le 13 décembre 1969.

### Disque 2
Le disque 2 a été enregistré au Fillmore West de San Francisco le 14 décembre 1969.
1. The Court of the Crimson King (McDonald, Sinfield) – 7:13
2. Drop In (Fripp, Giles, Lake, McDonald) – 5:14
3. A Man, A City – 11:19
4. Epitaph – 7:31
5. 21st Century Schizoid Man – 7:37
6. Mars: The Bringer of War (Holst) – 9:42

### Disque 3
Le disque 3 a été enregistré au Plumpton Racetrack de Streat le 9 août 1969, à l'occasion du Ninth National Jazz and Blues Festival.
1. 21st Century Schizoid Man – 7:14
2. Get Thy Bearings (Leitch) – 10:32
3. The Court of the Crimson King (McDonald, Sinfield) – 6:43
4. Mantra – 8:46
5. Travel Weary Capricorn – 3:57
6. Improv – 8:54 Inclut By the Sleeping Lagoon (Eric Coates).
7. Mars: The Bringer of War (Holst) – 7:23

### Disque 4
Le disque 4 a été enregistré au Victoria Ballroom de Chesterfield le 7 septembre 1969.
1. 21st Century Schizoid Man – 7:57
2. Drop In (Fripp, Giles, Lake, McDonald) – 6:20
3. Epitaph – 7:22
4. Get Thy Bearings (Leitch) – 18:10
5. Mantra – 5:29
6. Travel Weary Capricorn – 4:54
7. Improv – 4:34
8. Mars: The Bringer of War (Holst) – 5:37

## Formation
- Robert Fripp : guitare
- Greg Lake : basse, chant
- Ian McDonald : bois, claviers, mellotron, chant
- Michael Giles : batterie, percussions, chant